# Eugenio Scamporlino

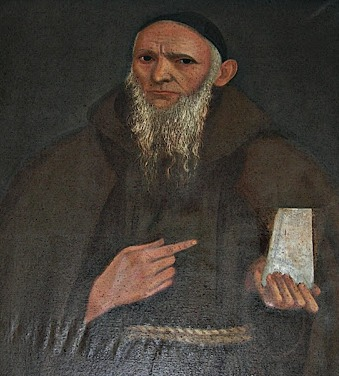
Padre Eugenio Scamporlino da Sortino

Padre Eugenio Scamporlino, al secolo Vincenzo (Sortino, 2 novembre 1827 – Sortino, 29 aprile 1911), è stato un religioso e presbitero italiano, appartenente all'Ordine dei frati minori cappuccini (O.F.M.Cap.).

## Biografia
Vincenzo Scamporlino nacque a Sortino il 2 novembre del 1827. La sua formazione scolastica, a partire dall'età di sette anni, fu curata dal sacerdote don Michele Magnano e successivamente dal cappuccino padre Angelo da Sortino.
Attratto dalla vita religiosa, nel 1845 ricevette l’abito cappuccino e il nuovo nome: "fra Eugenio da Sortino", iniziando, così, l'anno di noviziato presso il convento di Militello. Compiuti gli studi filosofico-teologici a Piazza Armerina e ricevuta l'ordinazione presbiterale (1852), ricoprì diversi incarichi: maestro dei novizi, guardiano, segretario provinciale, predicatore.
Nel 1865 venne arrestato e incarcerato per quattro mesi per aver fatto cenno, durante una sua predica, ad alcuni disordini rivoluzionari del tempo.
Fu eletto per quattro volte Ministro Provinciale dei Frati Cappuccini di Siracusa (rispettivamente nel: 1871, 1875, 1878, 1884) tre delle quali nei difficili anni della soppressione degli ordini religiosi.

Con la legge del 7 luglio del 1865, infatti, il Governo Italiano tolse ogni riconoscimento giuridico agli ordini religiosi, confiscando tutti i loro beni. I frati vissero, pertanto,  in condizioni di profonda indigenza, così ricordate dallo stesso Scamporlino:  
Fu in questo contesto che l'operato di padre Eugenio si distinse particolarmente: riacquistò numerosi conventi e raccolse i frati dispersi, richiamandoli all’osservanza regolare. Nel 1880 riaprì il noviziato a Sortino (unico in tutto il meridione), dove, oltre ai novizi di Siracusa furono accolti quelli delle province religiose di Messina, Palermo, Napoli e Malta. Tra i novizi, qui ricevuti, va ricordato il Servo di Dio fra Giuseppe Maria da Palermo (1885), di cui è in corso il processo di beatificazione.
Su incarico del Ministro Generale dell'Ordine, presiedette in sua vece i capitoli provinciali di Malta (1877, 1880) e di Messina (1879).
Partecipò attivamente alla vita sociale e politica di Sortino, dove, volendo istituire una Società Cattolica Operaia, ne pubblicò lo statuto nel 1883. L'iniziativa costituì una vera novità:  lo statuto, infatti, precedette di cinque anni la fondazione del primo Fascio dei Lavoratori siciliani e di otto anni la pubblicazione dell'enciclica Rerum Novarum di Leone XIII.
Si occupò, inoltre, del terz'ordine francescano, che istituì in diversi conventi della provincia religiosa di Siracusa. A Sortino, fu da lui istituito nel 1866, e in pochi anni raggiunse il numero di 4000 iscritti. Con il contributo dei Terziari, ebbe cura della promozione culturale e spirituale dei giovani (istituendo i cordigeri), ed esercitò una carità fattiva verso gli ultimi e gli indigenti.
Morì nel convento di Sortino, all'età di 83 anni, il 29 aprile 1911.